# Joseph Levering
Joseph Levering (20 de julio de 1874 - 27 de agosto de 1943) fue un director, actor y guionista cinematográfico de nacionalidad estadounidense, activo principalmente en la época del cine mudo.

## Biografía
Su nombre completo era Joseph Montgomery Levering, y nació en Columbus, Indiana. Empezó a trabajar en el cine como actor en 1911, en un cortometraje producido por Edison Company, debutando como director en 1914, rodando su primer film en colaboración con Willard Louis para Lubin Manufacturing Company. Levering también tuvo la oportunidad de trabajar con Cecil B. DeMille. 
Su único film sonoro como intérprete, y el último en el que actuó, fue Sporting Chance, de Albert Herman. Al no superar la transición al cine sonoro como actor, Levering se centró a partir de entonces en la dirección y en la escritura de guiones. En total, a lo largo de su carrera, que finalizó en 1939, dirigió más de treinta películas, actuó en veinticinco, la gran mayoría cortometrajes, y participó en cinco como guionista.
Joseph Levering falleció en Kansas City, Misuri, en 1943.

## Filmografía

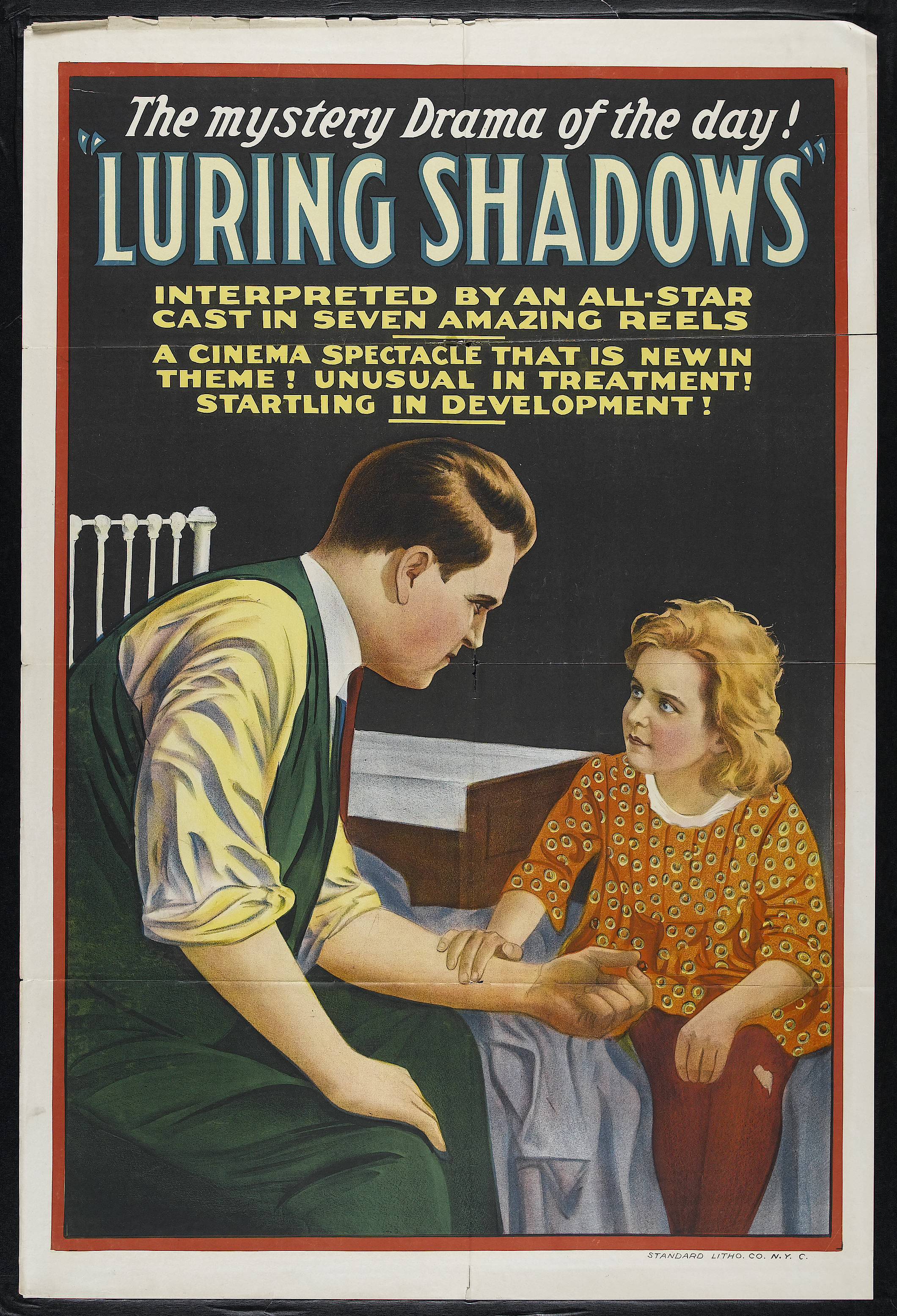
Luring Shadows (1920).

### Actor
- 1911 : How Sir Andrew Lost His Vote, de Ashley Miller
- 1911 : The Awakening of John Bond, de Oscar Apfel y Charles Brabin
- 1912 : The Beach Combers
- 1912 : The Great Steeplechase
- 1912 : The Three Bachelors' Turkey
- 1912 : The Country Boy
- 1912 : The Simple Life
- 1912 : The Lass of Gloucester
- 1912 : Saved at the Altar
- 1912 : A Western Girl's Dream
- 1913 : Shadows of the Moulin Rouge
- 1913 : Ben Bolt, de Howell Hansel
- 1913 : The Star of India, de Herbert Blaché
- 1913 : The Rogues of Paris, de Alice Guy
- 1913 : The Lame Man
- 1913 : The Soul of Man
- 1913 : Gratitude
- 1913 : The Fight for Millions, de Herbert Blaché
- 1913 : Brennan of the Moor, de Edward Warren
- 1913 : The Pit and the Pendulum, de Alice Guy
- 1913 : Kelly from the Emerald Isle, de Edward Warren
- 1913 : In the Power of Blacklegs
- 1914 : The Temptations of Satan, de Herbert Blaché
- 1914 : The Line-Up at Police Headquarters, de Frank Beal
- 1914 : A Fight for Freedom
- 1914 : The Dream Woman, de Alice Guy
- 1915 : The Vivisectionist, de Joseph Levering
- 1915 : The Spender
- 1915 : The Shop Nun
- 1915 : Back to the Farm, de Joseph Levering
- 1915 : The Room Between
- 1916 : Paying the Price, de Joseph Levering
- 1916 : The Tortured Heart, de Will S. Davis
- 1916 : The Haunted Manor, de Edwin Middleton
- 1931 : Sporting Chance

### Director
- 1914 : A Family Intermingle
- 1914 : Oh! What a Dream
- 1914 : A Twisted Affair
- 1914 : Mulligan's Ghost
- 1914 : When Lions Escape
- 1914 : Love Charm
- 1914 : The Red Cross Nurse
- 1914 : Why Skunkville Went Dry
- 1914 : Kissing Germ
- 1914 : The New Apprentice
- 1914 : What Would You Do?
- 1914 : Back to the Farm
- 1915 : Capital Punishment
- 1915 : Tides of Time
- 1915 : The Cup of Chance
- 1915 : Back to the Farm
- 1916 : Paying the Price
- 1917 : The Victim
- 1917 : The Little Samaritan
- 1917 : The Little American
- 1917 : The Road Between
- 1917 : Little Miss Fortune
- 1918 : The Transgressor
- 1920 : Luring Shadows
- 1920 : Husbands and Wives
- 1920 : His Temporary Wife
- 1922 : Flesh and Spirit
- 1922 : Determination
- 1923 : Finger Prints
- 1923 : The Tie That Binds
- 1924 : Who's Cheating?
- 1925 : Unrestrained Youth
- 1925 : Lilies of the Streets
- 1931 : Defenders of the Law
- 1931 : La cautivadora
- 1931 : Sea Devils
- 1933 : Cheating Blondes
- 1938 : In Early Arizona
- 1938 : Phantom Gold
- 1938 : Pioneer Trail
- 1938 : Stagecoach Days
- 1938 : Rolling Caravans
- 1939 : The Law Comes to Texas
- 1939 : Lone Star Pioneers
- 1939 : Frontiers of '49

### Guionista
- 1937 : Law of the Ranger
- 1937 : Reckless Ranger
- 1937 : The Rangers Step In
- 1939 : Riders of the Frontier
- 1940 : Terry and the Pirates